# Murgești, Buzău
Murgești este satul de reședință al comunei cu același nume din județul Buzău, Muntenia, România. Se află în nordul județului, în zona Subcarpaților de Curbură.